# Maciej Zarębski
Maciej Andrzej Zarębski (ur. 24 lutego 1943 w Kielcach), polski lekarz, pisarz, regionalista, wydawca, podróżnik, animator kultury, działacz społeczny.

## Życiorys
Absolwent Akademii Medycznej w Białymstoku, którą ukończył w 1966, gdzie po ukończeniu studiów podjął pracę w charakterze asystenta w Katedrze Farmakologii. W 1971 uzyskał stopień doktora nauk medycznych. Od 1975 do 2003 pracował w szpitalu w Staszowie, pełniąc równocześnie w latach 1999-2003 funkcję konsultanta wojewódzkiego ds. diagnostyki laboratoryjnej.
Doktor nauk medycznych, twórca i prezes Ośrodka Regionalizmu Świętokrzyskiego, założyciel (wraz z Adamem Bieniem) Staszowskiego Towarzystwa Kulturalnego i jego wieloletni prezes, członek Związku Literatów Polskich, członek Sekcji Polskiej Stowarzyszenia Kultury Europejskiej, członek Okręgowej Rady Lekarskiej Świętokrzyskiej Izby Lekarskiej, redaktor naczelny Eskulapa Świętokrzyskiego, członek Rady Krajowej Ruchu Stowarzyszeń Regionalnych RP. Kieruje wydawnictwem Biblioteki Staszowskiej, a następnie Biblioteki Świętokrzyskiej (wydawanej w Zagnańsku), na których koncie jest ponad czterysta tytułów, z czego pięćdziesiąt siedem jego autorstwa i kilkadziesiąt kolejnych pod jego redakcją.
W wyborach samorządowych w 2002 bez powodzenia ubiegał się o mandat radnego sejmiku świętokrzyskiego z listy koalicji POPiS. Z ramienia Świętokrzyskiego Towarzystwa Regionalnego od 2015 do 2021 był członkiem  Rady Działalności Pożytku Publicznego V i VI kadencji.

## Odznaczenia i wyróżnienia
Odznaczony m.in. Złotym Krzyżem Zasługi, oraz w 2001 Krzyżem Kawalerskim Orderu Odrodzenia Polski. W marcu 2018 został uhonorowany srebrnym medalem „Zasłużony kulturze Gloria Artis”.
W 2007 otrzymał odznakę honorową "Zasłużony dla Kultury Polskiej". Wyróżniony nagrodą I stopnia w XIX Konkursie o Nagrodę i Medal Zygmunta Glogera za nowatorskie potraktowanie i upowszechnianie tradycji ziemi kieleckiej (2008). Uhonorowany odznaczeniem Zasłużony dla Miasta Staszowa (1995). W 2010 otrzymał najwyższe wyróżnienie Polskiego Towarzystwa Lekarskiego Gloria Medicinae, a  w 2011 Medal Ignacego Jana Paderewskiego (przyznany przez Zarząd Główny SWAP w Ameryce).

## Wybrane publikacje
- Abc miłości w małżeństwie, 1982
- Tam gdzie serce Hugo Kołłątaja. 200 rocznica Konstytucji 3 Maja, 1991 (współautor: Józef Myjak)
- Spacerkiem po ziemi staszowskiej. Przewodnik historyczno-kulturalny, 1990
- Refleksje libijskie, 1991
- Zaczęło się od przytułku ..., 1991
- Życie i zagłada Żydów staszowskich. W 50 rocznicę zagłady Gminy Żydowskiej w Staszowie 1942-8.XI-1992, 1992
- Podróże, ludzie, spotkania (moje pięćdziesięciolecie), 1993
- Polskie Towarzystwo Lekarskie na ziemiach województwa tarnobrzeskiego w latach 1951-1992, 1993
- Od dżumy do dżumy, 1994
- Zamki, pałace i dworki ziemi staszowskiej, 1994 (współautor: Jerzy Fijałkowski)
- Staszów 1525-1995. Kalendarium wydarzeń, 1995
- Z wizytą u Manfreda (Berlin - Bawaria), 1996
- Sekrety zamków i pałaców ziemi staszowskiej, 1997
- Staszowskie Towarzystwo Kulturalne u progu III tysiąclecia, 1998
- Staszów naszych pradziadków (z przełomu wieków), 1998
- Biblioteka Staszowska - przeżyjmy to jeszcze raz, 1999
- Staszów wczoraj i dziś, 1999
- Ostatni z szesnastu. Strzępy wspomnień o Adamie Bieniu w stulecie urodzin 1999
- Z wizytą u Manfreda. Bis (Berlin - Bawaria), 1999
- Sprawy, ludzie, historia czyli "To i owo" z "Gońca Staszowskiego" z lat 1990-2000, 2000
- Jeszcze jedno życie... Po ziemi chodząc zwyczajnie, 2001
- Impresje słowackie czyli Słowacja jeszcze bliżej, 2001 (współautor: Waldemar Oszczęda)
- W cztery świata strony... (ze Stanisławem Szwarcem-Bronikowskim rozmawia Maciej Andrzej Zarębski), 2002
- Ludzie, pasje, ślady. Moje sześćdziesięciolecie, 2003
- Ameryka w obiektywie od Atlantyku po Pacyfik. Katalog wystawy Macieja Andrzeja Zarębskiego. Kielce, grudzień 2004, 2004
- Fakty i wydarzenia społeczno-kulturalne na Ziemi Staszowskiej na przełomie tysiącleci, 2005
- Staszowskie Towarzystwo Kulturalne w latach 1994-2004 - od świetności do upadku, 2005
- Z dziejów regionalizmu świętokrzyskiego, 2005
- Dotknięcie Ameryki. Pięćdziesiąt dni w Stanach, 2006
- Dwory i pałace w widłach Wisły i Pilicy 2009
- Staszów tamtych lat 2012
- Śladami kultur prekolumbijskich 2013
- Z pogranicza regionalizmu i literatury 2013 (część 1), 2022 (część 2), 2024 (część 3)
- Szlakiem wybranych dworów i pałaców Kielecczyzny 2013
- Z Klerykowa w świat 2014
- Pisarze spod znaku Eskulapa 2015
- Pro memoria 2015
- Smak hobzy 2015
- Mateczniki Polskości 2016
- W krainie torbaczy i kiwi 2016
- Moje powroty 2017
- Wojaże po Polsce 2018 (część I), 2021 (część II, część III), 2023 (część IV)
- Żywot marzycielki 2018
- Szlakiem Mateczników Polskości 2019 (część I), 2022 (część II)
- Życie na rozdrożu 2020
- Biblioteka Staszowsko-Świętokrzyska Jubileuszowo. 400 2021